# Almáchar
Almáchar település Spanyolországban, Málaga tartományban. Almáchar Benamargosa, El Borge, Cútar, Iznate, Macharaviaya, Moclinejo, Riogordo és Vélez-Málaga községekkel határos. Lakosainak száma 1927 fő (2024).

## Népesség
A település népessége az elmúlt években az alábbi módon változott:
| Lakosok száma | 1873 | 1908 | 1892 | 1888 | 1904 | 1890 | 1814 | 1811 | 1840 | 1927 |
|               | 2001 | 2004 | 2007 | 2009 | 2012 | 2014 | 2017 | 2019 | 2022 | 2024 |